# Martí Vergés Trias
Martí Vergés Trias (1932 – 2015) fou un enginyer industrial i informàtic català.

## Biografia
Va ser promotor i professor de la Universitat Politècnica de Barcelona actualment Universitat Politècnica de Catalunya. Durant molt temps el responsable del manteniment i constant millora del rellotge de la Catedral de Barcelona. Fou membre de la Reial Acadèmia de Ciències i Arts de Barcelona.
Del 1982 al 1985 va ser degà de la Facultat d'Informàtica de la UPC.
El 1985 com a director del Programa d'Informàtica Educativa (PIE) va coordinar amb BULL l'adaptació del PC a l'ortografia catalana i castellana, que va consistir a afegir 10 caràcters que eren absents de la taula de caràcters original del PC, CP 437. Aquesta adaptació va comportar canvis tant de maquinari en la targeta CGA com del programari MS-DOS, és a dir, drivers específics de teclat i de pantalla. Aquesta adaptació primerenca perviuria com "keybcat" a les versions de MS-DOS amb taules de caràcters soft o "code page" (a partir de la versió MS-DOS 3.30) amb adaptadors per pantalles EGA i posteriors, incompatible amb la nova CP 850 que incorporava ja tots els caràcters necessaris per a escriure correctament en català, tot i que en posicions diferents de la taula.
Al mateix temps va dissenyar i realitzar el primer corrector de català "Adhoc" que corregia l'ortografia de qualsevol tractament de text rodant sota MS-DOS directament en pantalla (ja que llegia el text present a la memòria de vídeo, funcionant com un programa TSR de MSDOS). Va ser necessari atès que el PIE havia adoptat com entorn de treball el paquet Framework, que incloïa un tractament de textos que no tenia corrector de català, com cap dels altres del mercat de l'època.
El 1992 va dirigir la traducció de la primera versió de Windows en català (versió 3.1x), costejat i executat conjuntament pels tres subministradors de "hardware" (Bull, Fujitsu i Olivetti), que el PIE va coordinar. Havent fet necessari l'estudi lingüístic de la traducció del vocabulari de Windows amb la introducció de nous termes com "clicar" o fer "clic".
El 1996 va rebre la Medalla Narcís Monturiol per les seves aportacions. Des del 1992 fou membre de la Secció de Matemàtiques i Astronomia a la Reial Acadèmia de Ciències i Arts de Barcelona.
El 2002 va rebre la Creu de Sant Jordi pel paper que ha tingut en la formació de les primeres generacions de professionals de la informàtica a Catalunya i per l'impuls que ha donat a aquest àmbit en mitjans universitaris i des de l'Administració en el camp de l'ensenyament. El 2006 va rebre el Premi Nacional d'Informàtica García Santesmases.